# Растока (Госпић)
Растока је насељено мјесто у Лици. Припада граду Госпићу, у Личко-сењској жупанији, Република Хрватска.

## Географија
Растока је удаљена око 10 км сјеверозападно од Госпића.

## Становништво
Према попису из 1991. године, насеље Растока је имало 82 становника. Према попису становништва из 2001. године, Растока је имала 48 становника. Према попису становништва из 2011. године, насеље Растока је имало 33 становника.
| Демографија | Демографија | Демографија |
| Година      | Становника  | Становника  |
| ----------- | ----------- | ----------- |
| 1961.       | 212         |             |
| 1971.       | 144         |             |
| 1981.       | 111         |             |
| 1991.       | 82          |             |
| 2001.       | 48          |             |
| 2011.       |             | 33          |

## Познате личности
- Јосип Чорак, бивши југословенски репрезентативац у рвању